# زوباجيات
زوباجيات (الاسم العلمي: Zoopagales) هي رتبة من الفطريات تتبع شعيبة الزوباجيانية من صف ال0.

## فصائل
- زوباجية